# Kaliumiodid

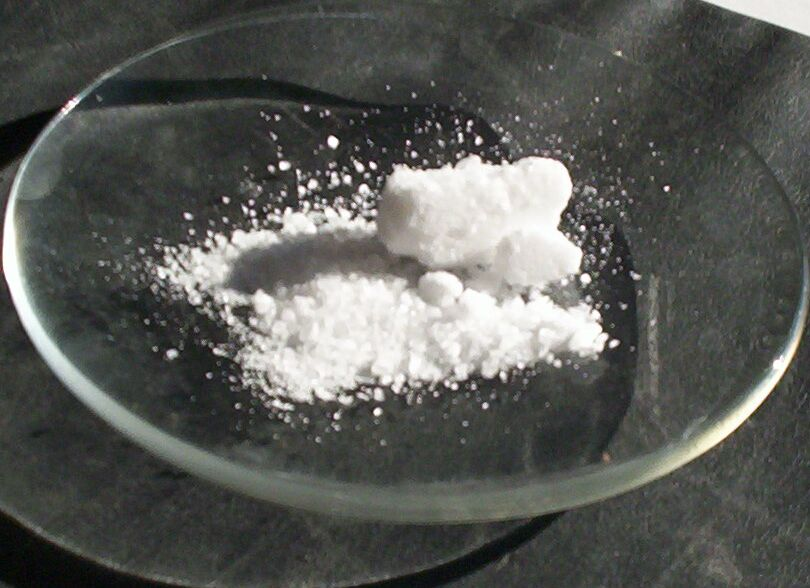
Kaliumiodid

Kaliumiodid ist das weiße, unter starker Abkühlung sehr leicht in Wasser lösliche Kalium-Salz der Iodwasserstoffsäure. Es wird im Labor zur Herstellung von Iod-Kaliumiodid-Lösung (Lugolsche Lösung) verwendet. Es dient auch zur Herstellung von Silberiodid und zur Produktion von Pharmazeutika. In manchen Ländern, z. B. in der Schweiz, wird Kaliumjodid auch für die Jodierung von Speisesalz verwendet. Deutschland setzt hingegen Kaliumiodat (KIO3) ein.

## Synthese
Zur Synthese von Kaliumiodid reagiert Kalilauge mit Iod:
{\displaystyle \mathrm {6\,KOH+3\,I_{2}\longrightarrow 5\,KI+KIO_{3}+3\,H_{2}O} }
Durch Glühen des Iodid-Iodat-Gemisches mit Kohle lässt sich auch das Kaliumiodat (KIO3) zu Kaliumiodid reduzieren:
{\displaystyle \mathrm {2\,KIO_{3}+3\,C\longrightarrow 2\,KI+3\,CO_{2}} }
Sehr reines Kaliumiodid erhält man aus Kaliumhydrogencarbonat mit Iodwasserstoffsäure.

## Eigenschaften
Die Standardbildungsenthalpie von Kaliumiodid beträgt ΔHf0 = −328 kJ/mol.
Kalium enthält zu 0,0118 % das Isotop 40K, dieses liefert 7343 Bq pro Kilogramm KI, davon sind 89,28 % Betastrahlung und 10,72 % Gammastrahlung mit 1,46083 MeV.

## Verwendung

### Analytik
In der klassischen analytischen Chemie wird Kaliumiodid zum qualitativen Nachweis von Blei als Blei(II)-iodid verwendet, nachdem jenes in der Salzsäuregruppe abgetrennt wurde. Es wird auch zur quantitativen Analyse in der Iodometrie als Titrator (Maßlösung) bei der Titration von Kupfer benötigt.
Kaliumiodid-Stärke-Papier gestattet den unspezifischen Nachweis vieler gelöster oder gasförmiger Oxidationsmittel. Zur Untersuchung von Gasen wird es angefeuchtet. Oxidationsmittel oxidieren das Iodid zum Iod, welches mit Stärke die bekannte dunkle Einlagerungsverbindung ergibt. Erfasst werden unter anderem: Ozon, Stickoxide, Wasserstoffperoxid, organische Peroxide, Chlor, Brom.
Zur quantitativen Erfassung von Ozon in der Außenluft wird das Kaliumiodid-Verfahren verwendet: Ozon reagiert in wässriger Lösung mit Kaliumiodid unter Freisetzung von Iod und O2.
{\displaystyle {\ce {2 KI + O3 + H2O -> I2 + O2 + 2 KOH}}}
Die Extinktion der Iodlösung ist ein Maß für die Ozonkonzentration der Probenluft, die durch die Kaliumiodidlösung geleitet wurde. Eine weitere Möglichkeit ist eine elektrochemische Bestimmung. Dabei besteht der Ozonsensor aus zwei Elektrolysezellen, die jeweils eine Kaliumiodidlösung enthalten. Wird eine ozonhaltige Luftprobe durch eine der beiden Zellen geleitet, so wird das Gleichgewicht gestört, und es fließt ein elektrischer Strom zwischen den beiden Zellen, wobei die elektrische Ladung proportional zum Partialdruck des Ozons in der Luft ist.

### Strahlenschutz
Kaliumiodid hat auch im Strahlenschutz eine Bedeutung. In Form von Tabletten (umgangssprachlich als „Iodtabletten“ bezeichnet) wird Kaliumiodid bei Unfällen in kerntechnischen Anlagen vorbeugend verabreicht. Die durch das Kaliumiodid bewirkte Iodblockade führt zu einer Verminderung der Aufnahme radioaktiven Iods (131I) in die Schilddrüse um den Faktor 90 und darüber. Die Iodblockade sollte möglichst schon vor der Aufnahme des radioaktiven Iods erfolgen, spätestens jedoch innerhalb von zwei Stunden danach. Bei späterer Einnahme kann Kaliumiodid immerhin noch die Verweildauer des Radioiods im Körper verkürzen. Jedoch sollte eine Erstanwendung nicht später als einen Tag nach der Aufnahme von radioaktivem Iod erfolgen, da sonst dessen Ausscheidung verzögert und die Verweildauer im Körper erhöht wird.
In der Schweiz wird Kaliumiodid präventiv an die Bevölkerung im Umkreis von 50 Kilometer um Kernkraftwerke abgegeben (auch an über 45-Jährige). Die Behörden ordnen bei einem Unglücksfall die Einnahme der Kaliumiodidtabletten über Sirenenalarm und Radiomitteilungen an.
In ganz Österreich werden Kaliumiodid-Tabletten in Schulen, Apotheken, bei hausapothekenführenden Allgemeinmedizinern und Krankenhäusern bevorratet. Bei einer konkreten Anordnung des Gesundheitsministeriums ist die Abgabe kostenlos.
In Deutschland sind Iodtabletten in der notwendigen Dosierung rezeptfrei über die Apotheke zu beziehen. Jedoch muss klar zwischen Iodidtabletten (Dosierung meist 100–200 µg Iodid), welche bei Iodmangel und Schilddrüsenerkrankungen eingesetzt werden und speziellen Notfalltabletten, welche die erforderliche Wirkstoffmenge (ca. 50 mg Iodid) enthalten, unterschieden werden. Für die Iodblockade sind nur die Notfalltabletten geeignet, da sie die notwendige Menge Iodid für die Notfalleinnahme beinhalten.
Deutsche Energieversorger haben im Jahr 2004 für den Unglücksfall 137 Millionen Tabletten bestellt. Wie und zu welchem Zeitpunkt diese Tabletten ausgegeben werden, liegt in der Verantwortung der Länder. Die Kaliumiodid-Tabletten werden in der Regel bei Gemeinden im Umkreis kerntechnischer Anlagen vorgehalten, um im Katastrophenfall an die Bevölkerung ausgegeben zu werden.
In Abhängigkeit von der zu erwartenden Dosis sollten über behördliche Anordnung Kaliumiodidtabletten einnehmen:
- Kinder und Jugendliche
- Schwangere und Stillende
- Erwachsene bis 45 Jahren[16]

Für die Gruppe der über 45-Jährigen wird die Einnahme von Kaliumiodidtabletten in der Regel nicht in Betracht gezogen, da das Risiko zur Auslösung einer Schilddrüsenüberfunktion überwiegend größer eingeschätzt wird als der positive Effekt des Schutzes vor der Strahlenbelastung. Der Grund liegt in einer erhöhten Iod-Empfindlichkeit dieser Altersgruppe, die in ihrer Kindheit und Jugend – vor Einführung der Speisesalziodierung im Jahr 1963 – teilweise unter Iodmangel gelitten hat. Bei den übrigen Altersgruppen besteht diese erhöhte Empfindlichkeit nicht. Der IPPNW empfiehlt auch die Anwendung der Iodblockade bei über 40-Jährigen.
Die Schweiz führte – nach lokalen Versuchen – 1922 die erste flächendeckende Salz-Iodierung ein und übernahm damit eine Pionierrolle. Seit damals fügen die Schweizer Rheinsalinen im Auftrag der Behörden dem Speisesalz Kaliumiodid bei.
Als Eingreifrichtwerte gelten gemäß Empfehlung der Weltgesundheitsorganisation eine Organdosis von 50 Millisievert für Kinder bis 12 Jahre und Schwangere beziehungsweise 250 Millisievert für Jugendliche und Erwachsene von 13 bis 40 Jahren.
Kaliumiodidtabletten sind keine universell wirksamen „Strahlenschutztabletten“. Sie schützen bei zeitgerechter Einnahme nur die Schilddrüse vor Radioiod, das durch Atmung oder Nahrung in den Körper gelangt. Sie schützen nicht gegen andere radioaktive Substanzen und nicht gegen direkte Strahlung, die von außen auf den Körper einwirkt. Zusätzlich erforderliche Schutzmaßnahmen (z. B. vorübergehender Aufenthalt in geschlossenen Räumen, Nahrungsmittelkontrolle, Dekontamination) werden dadurch keineswegs überflüssig.
Iodtabletten sollten nur auf Anweisung der Behörden eingenommen werden, da sie in dieser hohen Dosierung starke Nebenwirkungen haben können, namentlich Herzrasen, Schwitzen, Zittrigkeit, Gewichtsabnahme, Unruhe und Verdauungsstörungen.